# 吉田亮人
吉田亮人（よしだ あきひと、1980年 - ）は、日本のドキュメンタリー写真家。宮崎県生まれ。京都市在住。

## 人物・経歴
滋賀大学教育学部障害児学科卒業後、タイにて日本語教師として現地の大学に1年間勤務。帰国後、小学校教員として6年間勤務し、退職。
2010年よりフリーの写真家として活動開始。インドやバングラデシュの肉体労働者を取材し、2014年に写真集「Brick Yard」を出版。同作はParis Photo – Aperture First Photo Book Awardにノミネートされる。2013年から2015年にかけてバングラデシュの皮革産業労働者に関するプロジェクトに取り組み、2016年に「Tannery」を出版。
日経ナショナルジオグラフィックをはじめ、主要雑誌に作品を発表すると共に、写真展も精力的に行う。
2017年8月、自身の祖母と従兄弟に関するストーリー「The Absence of Two」を写真集として出版。
日経ナショナルジオグラフィック写真賞ピープル部門最優秀賞（2016）、コニカミノルタ・フォトプレミオ年度大賞（2014）など、受賞多数。

## 賞
2011年
EPSON epsite ギャラリー　スポットライト制度枠選考 　詳細 
2012年
上野彦馬賞　日本写真芸術学会奨励賞
2013年
京都写真ビエンナーレ2013審査員賞（京都現代美術館・何必館  梶川由紀選考）
上野彦馬賞　日本写真芸術学会奨励賞
2014年
コニカミノルタフォトプレミオ入賞
2015年
The Paris Photo – Aperture Foundation PhotoBook Award2015  First PhotoBook部門　最終選考ノミネート　詳細
コニカミノルタ　フォトプレミオ2014年度大賞　詳細
京都グラフィー国際写真フェスティバルPLUS Best 4 Exhibition 
2016年
NATIONAL GEOGRAPHIC 写真賞2015　ピープル部門  最優秀賞
EMON PHOTO AWARD 2016  特別賞　
2017年
“Cortona on the move” ダミーブックアワード　ノミネート 

## 個展
2011年
「あたたかい光」  paxi house tokyo 東京 経堂     
「Calico Factory Artisans」　新宿エプサイトギャラリー     
「Encounter Journey」　   　新宿ゴールデン街 Bar 洗濯船
2012年
「Calico Factory Artisans」  Art Space 色空ギャラリー  宮崎　
2015年
「Calico Factory Artisans」Gallery SUGATA　京都
「Brick Yard」Art Space色空ギャラリー　宮崎
「Brick Yard」コニカミノルタギャラリー  フォトプレミオ 東京
「Brick Yard」恵文社一乗寺店　京都
2016年
「Tannery」日本外国特派員協会　東京
「Tannery」代官山北村写真機店 　東京
「Tannery」EMON PHOTO GALLERY 東京
「Tannery」誠光社　京都
2017年
「Falling Leaves」　KYOTOGRAPHIEメインプログラム展示　京都